# Kurt Haars
Kurt Haars (* 1907; † 31. März 1973 in Stuttgart) war ein deutscher Film- und Theaterschauspieler, der in sehr großem Umfang als Hörspielsprecher tätig war.

## Wirken
Kurt Haars begann seine Bühnenlaufbahn 1930 am Bonner Stadttheater, dem er bis 1938 angehörte. Es folgten Verpflichtungen an Bühnen in Gießen, Aachen und schließlich 1943 ans Stuttgarter Schauspielhaus (bis zur Schließung aller reichsdeutschen Bühnen 1944). 1946 gehörte Haars unter der Intendanz von Gerhard F. Hering dem Ensemble des Staatstheater Stuttgart an. zu sehen etwa 1947 in einer Inszenierung der Dreigroschenoper von Bertolt Brecht (mit Lina Carstens, Anneliese Römer und Willy Leyrer) oder
in Richard Heys Thymian und Drachentod (mit Max Mairich, Heinz Reincke und Hans Mahnke).
Zu seinen wichtigsten Bühnenrollen zählen der Chalice in dem Kriegsgerichtsdrama "Meuterei auf der Caine", der Peppone in dem Lustspiel "Don Camillo und Peppone", der Premier in "Thymian und Drachentod", der Janik in Frys "Das Dunkel ist licht genug" sowie der Burleigh in Schillers "Maria Stuart". Diese Rollen erhielt er Mitte der 1950er Jahre während seiner Verpflichtung ans Württembergische Staatstheater Stuttgart.
Haars wirkte in den 1940er- und 1950er-Jahren in Filmen mit wie Schuld allein ist der Wein (1948, Regie Fritz Kirchhoff) und in dem Kriminalfilm Der Geisterzug (1957, Regie Rainer Wolffhardt). In Ottomar Domnicks Experimentalfilm Gino (1960) spielte er an der Seite von Jörg Pleva einen alternden Steinbruchbesitzer und trat 1963 in der Fernsehserie Fernfahrer von Theo Mezger in einer Folge auf. Bis in seine letzten Lebensjahre war Haars in Fernsehfilmen zu sehen.
Kurt Haars war ab 1946 als Sprecher bei zahlreichen Hörfunk-Produktionen (Südwestfunk, Süddeutscher Rundfunk) beteiligt, u. a. nach Textvorlagen von Günter Eich (Fis mit Obertönen und Verweile, Wanderer), Francis Durbridge, Ernest Hemingway, Hans Fallada (Wer einmal aus dem Blechnapf frißt) und Heinrich von Kleist.

## Filmografie (Auswahl)
- 1949: Schuld allein ist der Wein
- 1960: Der Hauptmann von Köpenick
- 1960: Gino
- 1963: Dantons Tod
- 1963: Fernfahrer (Fernsehserie, 1 Folge)
- 1965: Fluchtversuch
- 1965: Ankunft bei Nacht
- 1971: Chopin-Express

## Hörspiele (Auswahl)
Bei der ARD-Hörspieldatenbank sind über 450 Datensätze gelistet, in denen Haars als Sprecher aufgeführt ist.
- 1946: Maurice Rostand: Der Mann, den sein Gewissen trieb – Regie: Alfred Vohrer
- 1946: Curt Goetz: Hokuspokus – Regie: Cläre Schimmel
- 1947: Hans Sattler: Heinrich Heine hat das Wort. Ein literarisches Spiel aus dem Jenseits – Regie: Oskar Nitschke
- 1948: Theodor Fontane: Unterm Birnbaum. Nicht alle warten bis zum jüngsten Tag – Regie: Oskar Nitschke
- 1949: Nikolaj Gogol: Der Revisor – Regie: Oskar Nitschke
- 1950: Otto Heinrich Kühner: Die Übungspatrone –  Regie: Helmut Jedele
- 1951: Günter Eich: Fis mit Obertönen – Regie: Cläre Schimmel
- 1951: Günter Eich: Verweile, Wanderer – Regie: Paul Land
- 1952: Orson Welles: Die phantastischen Abenteuer Harry Limes (10 Folgen) (Rolle: Harry Lime) – Regie: Paul Land
- 1952: Gerhart Herrmann Mostar: Das Gericht zieht sich zur Beratung zurück (Folge: Vater und Sohn) – Regie: Gerd Fricke
- 1952: Edward J. Mason: Schule der Aufregung (6 Episoden) – Regie: Paul Land
- 1953: Ernest Hemingway: Der Unbesiegte – Regie: Karl Ebert (CD-Edition: Der Audio Verlag, 2011)
- 1955: Claus Hubalek: Der öst-westliche Diwan. Ein tragikomisches Hörspiel in vier Kapiteln, in dem eine Doppelbettcouch ihr entsetzliches Schicksal teilweise selbst erzählt – Regie: Otto Kurth
- 1955: Friedrich Schiller: Wallenstein und Wallensteins Tod – Regie: Leopold Lindtberg
- 1956: Gerhart Hauptmann: Der Biberpelz – Bearbeitung und Regie: Cläre Schimmel
- 1957: Hans Daiber: Lasst das Werk den Meister loben. Eine heitere Hörfolge über Wilhelm Busch – Regie: Robert Vogel
- 1958: Ernest Dudley: Aus Studio 13: Ein Fall für Dr. Morelle (3 Teile) – Regie: Oskar Nitschke
- 1958: Dieter Fuss: Das Lied der Drehorgel – Regie: Paul Land
- 1958: Ludvig Holberg: Dramen der Weltliteratur: Viel Geschrei um wenig Wolle – Regie: Paul Land
- 1959: John Dickson Carr: Aus Studio 13: Tod auf Jamaica – Regie: Oskar Nitschke
- 1959: Albert Camus: Belagerungszustand – Regie: Günther Rennert
- 1960: Norman Edwards: Herrenbesuch – Regie: Oskar Nitschke
- 1960: Der Hauptmann von Köpenick
- 1964: Henry Cecil: Schwarze Memoiren (7 Teile) – Regie: Paul Land